# Tamási Lajos
Tamási Lajos (Nagykónyi, 1923. január 1. – Budapest, 1992. november 26.) József Attila-díjas magyar költő. Nevéhez fűződik az 1956-os forradalom egyik legismertebb verse (Piros a vér a pesti utcán), mely 1956. október 29-én elhangzott a Szabad Kossuth Rádióban.

## Életpályája
Szegényparaszti családban született a Tolna és Somogy megye határán fekvő Nagykónyiban. A nyarakat a közeli Értényben anyai nagyszüleinél töltötte; az itteni emlékeit több versében is feldolgozta. 1928-ban a család Budapestre költözött, az apa szakképzetlen napszámosként a Közvágóhídon dolgozott. Később az anya fűszerüzletet nyitott.
Tamási Lajos előbb polgári iskolába járt, ahol többek között Féja Géza is tanította. A négy polgári elvégzése után a pesterzsébeti Kossuth katolikus gimnáziumban tanult tovább. Érettségi után az Országos Társadalombiztosító Intézetnél (OTI) helyezkedett el. 1942-ben jelentkezett a bölcsészkarra, hogy elkerülje a sorozást, de hiába vették fel, a család anyagi helyzete nem tette lehetővé továbbtanulását. Egy osztálytársa édesapja állást szerzett neki a Dunai Repülőgépgyárban, ami hadiüzem lévén a dolgozói mentesültek a katonai szolgálat alól. A szervezett munkások hatására belépett a Kommunista Ifjúmunkások Magyarországi Szövetségébe (KIMSZ).
1944 őszén a front közeledtével behívták katonának, de a katonai kiképzés előtt megszökött, és egy budai pincében rejtőzködött. A háború után a Magyar Demokratikus Ifjúsági Szövetség (MADISZ) Külváros című lapját szerkesztette; itt jelentek meg első versei. 1948-ban pártmunkásként a Belügyminisztériumba került, ahol a közigazgatás területén dolgozott. 1950-ben, a Rajk-per után eltanácsolták, így került az Írószövetség pártszervezetéhez. Ebben az évben jelent meg a Szépirodalmi Kiadónál első verseskötete (A harmadik szerszám), amelyért József Attila-díjjal tüntették ki.
1953-ban vette feleségül Radich Magdolnát, aki egész életén át kitartott mellette. 1954-ben született első, 1956-ban második lányuk.
1956. március 29-én leváltották az Írószövetség párttitkári tisztségéből. Október 23-án tagja volt az Írószövetség reformkommunista szárnya által alkotott küldöttségnek, amely a Központi Bizottságtól kérte volna a tüntetések engedélyezését. A fegyveres harcok megkezdődésekor írta Piros a vér a pesti utcán című híressé vált versét. Október 27-én tagja volt annak az írószövetségi küldöttségnek, amely azt követelte, hogy Nagy Imre álljon a forradalom élére. Ugyanezen a napon kinevezték a Szabad Magyar Rádió kormánybiztos-helyettesének. November 4-én a szovjet bevonulást Halottak napja című versében örökítette meg, az elesetteknek az Egy körúti sírkeresztre című versében állított emléket. December 6-án letartóztatták, de ismerősei közbenjárására másnap kiszabadult.
1957-ben megjelent verseskötetéből – Köpeczi Béla figyelmeztetésére - kihagyja a Piros a vér...-t és az Egy körúti sírkeresztre-t. Ennek ellenére a kötet nem nyerte meg a hatalom tetszését, és visszavonták a boltokból, a szerzőre pedig a „fehérterrorista” bélyeget sütötték rá. 1957 júniusában Aczél György behívatta (Benjámin Lászlóval, Kuczka Péterrel, Örkény Istvánnal együtt), és bűnbánatra szólította fel őket. Tamási helyzete bizonytalanná vált; a családot egy ideig felesége tartotta el. 1958-ban megírta A csepeli gyorsvasúton című versét (Élet és Irodalom, 1958/39), amelyben egy pisztolytáskás munkásőrben apját vélte felismerni, és megállapította: „jó helyen van ez a fegyver.”
1960-ban saját a Csepel Művekhez került, és a Csepel című üzemi újság irodalmi mellékletét szerkesztette. 1962-ben megszervezte az Olvasó Munkás Klubot, amelyet 1983-ig vezetett. A klub vendége volt többek között Kassák Lajos, Tersánszky Józsi Jenő, Féja Géza, Veres Péter, Erdei Ferenc, Lengyel József, Fekete Gyula, Szabó Pál. 1984-ben SZOT-díjjal tüntették ki; halála után Nagy Imre-emlékérmet és 1956-os emlékérmet kapott.

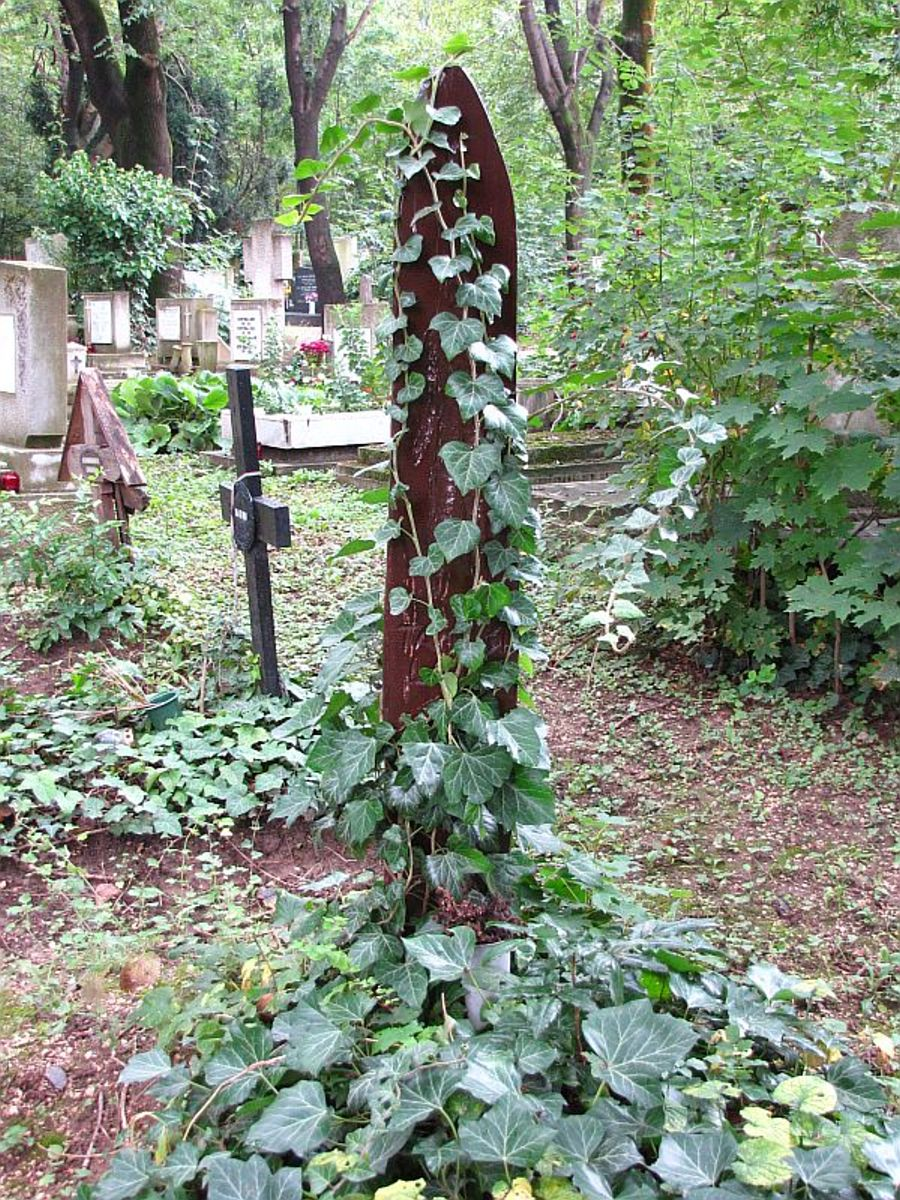
Sírja a Farkasréti temetőben (7/5-1-25)

## Verseskötetei
- A harmadik szerszám (1950) - József Attila-díjjal jutalmazták
- Munkások (1952) - József Attila-díjjal jutalmazták
- Dal az ifjúságról (1955)
- Keserves fáklya (1957)
- A ledöntött kőfal (1963)
- A vas gyötrelme (1968)
- Zugligeti ősz (1985)
- Hazatérés (válogatott versek, 1993) posztumusz
- Keserves fáklya. Válogatott versek; szerk. Benke László; Hét Krajcár, Bp., 2005
- El ne felejtse, aki él. Tamási Lajos legszebb versei, '56 szellemiségének hiteles őrzői; szerk. G. Komoróczy Emőke, Benke László; Hét Krajcár, Bp., 2016